# 2MASS J13422362+1751558
2MASS J13422362+1751558 ist ein Brauner Zwerg im Sternbild Bärenhüter. Er wurde 1999 von J. Davy Kirkpatrick et al. entdeckt.
Er gehört der Spektralklasse L2,5 an. Seine Position verschiebt sich aufgrund seiner Eigenbewegung jährlich um 0,070 Bogensekunden.